# プリンセスラナ
『プリンセスラナ』は、2007年11月25日にフリーウェアとして公開された『ソロモンの鍵』のクローンゲーム。
主人公であるプリンセスの「ラナ」を操作して、ステージをクリアしていくアクションパズルゲームである。ステージ上に存在する閉ざされた扉を開け、そこまでたどり着くのが目的のゲームとなっており、ゲーム開始時には通常の「クエストモード」のほかにステージクリアに特化した「シンプルモード」などを選択することもできる。
操作キャラクターのラナは魔法によってブロックを作ったり壊したりすることができる。また敵の動きを一定の時間止める「シール」や「魔力」を消費して攻撃や回復等を行う「スキル」を使用することもでき、このうちのスキルは4種類まで装備可能である。そしてゲーム中で手に入れた所持金を支払うことによって、アイテムショップから新たなスキルや装備品などを買うことができる。
窓の杜のコーナー「週末ゲーム」では、「コミカルなグラフィックながら内容はよく練り込まれていて、パズルゲームファンもうならせるほど」と評されている。また4Gamer.netのコーナー「インディーズゲームの小部屋」では、「アクションとパズルのバランスもよく、操作のレスポンスも小気味いい」と評価されている。